# Marie Smith Jones
Marie Smith Jones (Còrdova, 1918 - Anchorage, 2008) fou l'últim parlant que sobrevivia de la llengua eyak, de l'Alaska Sud-central.
Va néixer el 14 de maig de 1918 a la ciutat estatunidenca de Còrdova, a l'estat d'Alaska, i era la cap honorífica de la nació eyak i l'última eyak de sang pura. En una entrevista de 2005, Jones explicava que el seu nom en eyak és Udach' Kuqax*a'a'ch que, deia, es tradueix com "un so que crides a la gent des de lluny".
Jones va casar-se amb un pescador, William F. Smith, el 5 de maig de 1948. Tot i que va tenir nou nens amb Smith, no els varen parlar eyak a causa de l'estigma social que s'hi associava a l'època. Es va traslladar a Anchorage durant els anys 70.
Per tal que sobrevisqués un record de la llengua eyak, va treballar amb el lingüista Michael E. Krauss, que en compilava un diccionari i gramàtica. El seu últim germà més vell morí durant els anys 90. Després, Jones es tornà políticament activa, i en dues ocasions va parlar a les Nacions Unides sobre els temes de la pau i les llengües indígenes. Era també activa quant als problemes del medi ambient. Jones va patir l'alcoholisme al començament de la seva vida, però va deixar de beure als 50 anys; Va romandre com una fumadora empedreïda fins a la seva mort, per causes naturals el 21 de gener de 2008, a l'edat de 89 anys, a la seva casa d'Anchorage.